# Claude Maxwell MacDonald

Sir Claude MacDonald, um 1900

Sir Claude Maxwell MacDonald (* 12. Juni 1852; † 10. September 1915) war ein britischer Diplomat. Seine Bekanntheit resultiert in erster Linie auf seinem Dienst in China und Japan.

## Leben
MacDonald wurde an der Uppingham School und der Royal Military Academy Sandhurst ausgebildet. Er war Soldat und Diplomat und trat 1872 dem 74th (Highland) Regiment of Foot bei. Er verstand sich als „Soldaten-Outsider“ in Bezug auf die Tätigkeit im Foreign Office.
Seine Karriere begann in Afrika. Er diente 1882 im Anglo-Ägyptischen Krieg. Von 1887 bis 1889 war er Generalkonsul von Sansibar, danach diente er in Westafrika.
1892 wurde er als Knight Commander in den Order of St Michael and St George aufgenommen.

## China und Korea
1896 wurde MacDonald zum britischen Gesandten in China ernannt, von 1896 bis 1898 war er ebenfalls britischer Gesandter in Korea.
1898 wurde er als Knight Commander in den Order of the Bath (zivile Abteilung) aufgenommen.

### Die Macartney-Macdonald-Linie
1899 war er der Verfasser einer Anmerkung, die eine neue Grenze zwischen China und Britisch-Indien in den Karakorum und Kaschmir bilden sollte, dadurch bekannt als die Macartney-Macdonald-Linie, die immer noch die Grundlage der Grenze zwischen China und Pakistan bildet und für die Ursprünge der Chinesisch-Indischen Grenzkonflikte verantwortlich ist.
Als Mann des Militärs führte MacDonald die Verteidigung der ausländischen Gesandtschaften 1900 an, die während des Boxeraufstandes belagert wurden, er arbeitete auch mit dem anglophilen japanischen Oberst Shiba Goro zusammen.
1900 wurde er zum Knight Grand Cross des Order of St Michael and St George erhoben. 1901 wurde er auch Knight Commander in den Order of the Bath (militärische Abteilung).

## Japan
MacDonald hatte den Vorsitz der Gesandtschaft in Tokio während der Jahre 1900–12 inne. In dieser Zeit hatte er regen Briefkontakt mit Sir Ernest Satow, der ihn als Minister in Peking abgelöst hatte. Am 30. Januar 1902 wurde die erste Anglo-Japanische Allianz von dem englischen Außenminister Lord Henry Petty-FitzMaurice und dem japanischen Minister Hayashi Tadasu in London unterzeichnet. MacDonald war immer noch in Tokio, als die Allianz 1905 und 1911 erneuert wurde. Er war Großbritanniens erster Botschafter in Japan, nachdem die Gesandtschaft im Jahr 1905 in den Status einer Botschaft gehoben worden war.
1906 wurde er als Knight Grand Cross in den Royal Victorian Order aufgenommen und wurde Mitglied des Privy Council.

## Kino
Der fiktive Charakter Sir Arthur Robinson in dem Film 55 Tage in Peking (gespielt von David Niven) beruht auf Claude Maxwell MacDonald.

## Referenzen
- Ian Nish: British Envoys in Japan 1859–1972. Global Oriental, Folkestone 2004, ISBN 1-901903-51-6; OCLC 249167170.